# چراغ

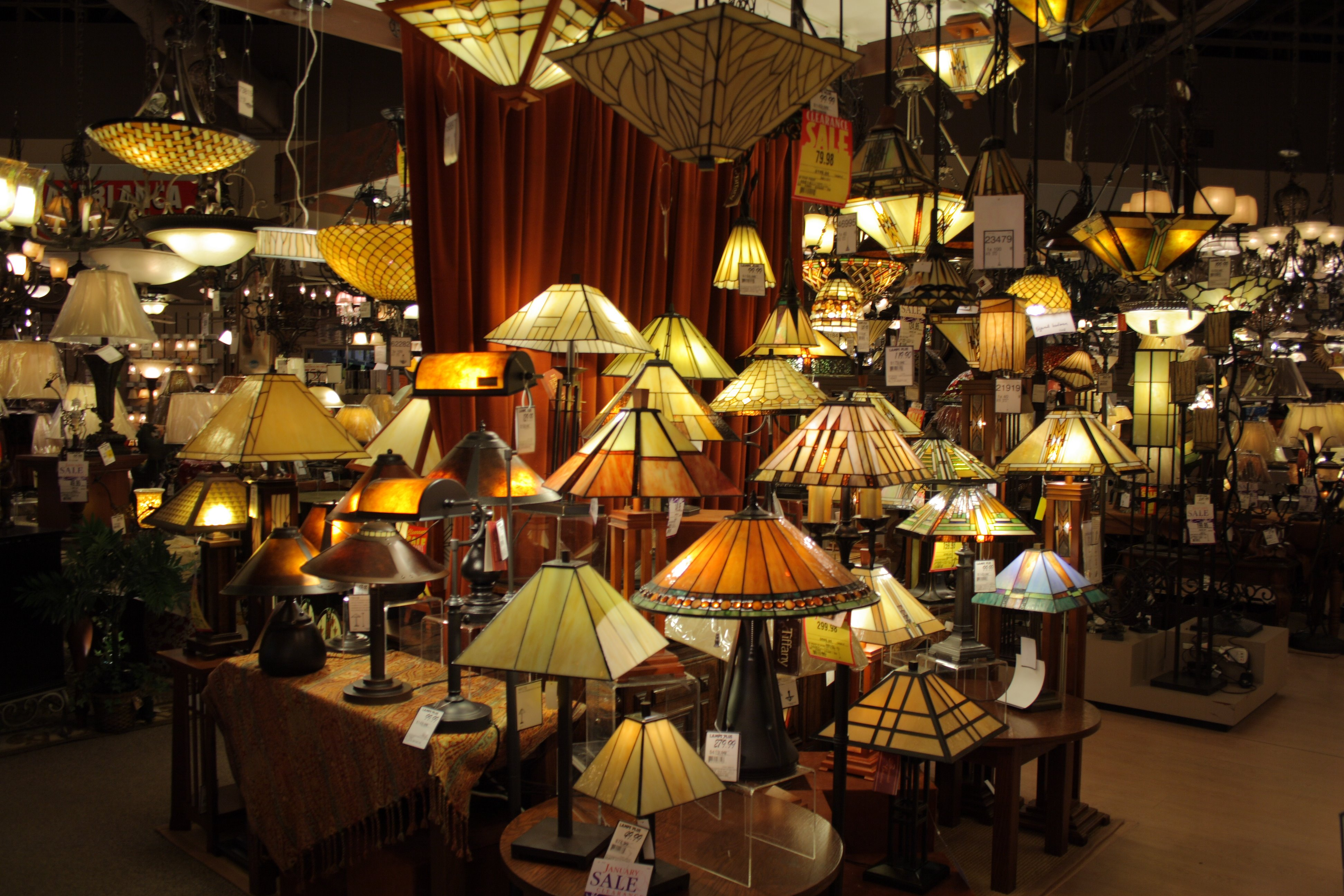
چند نوع چراغ در یک فروشگاه

چـِراغ وسیله‌ای برای (روشنایی) است. واژهٔ چراغ واژه‌ای با ریشهٔ پارسی است. این واژه از زبان پارسی به زبان سوریانی رفته و به صورت s̲h̲rāḡā یا s̲h̲rāg̲h̲ā تغییر یافته‌است و سپس زبان عربی آن را از زبان سوریانی به شکل سراج وام گرفته‌است.

## تاریخچه
در دوران‌های قدیم منابع نور به روشنایی حاصل از آتش محدود می‌شد که بعدها به صورت مشعل تکمیل گردید. از زمان‌های بسیار قدیم شاید ۴۰۰۰ سال قبل نوعی چراغ بنام پیه‌سوز در ایران و هند بکار گرفته شد. پیه‌سوز شامل یک فتیله پنبه‌ای نازک و ظرف کوچکی پر از روغن کرچک بود که سری از فتیله در روغن بود و سر دیگر آن با کبریت روشن می‌شده‌است.
بعدها چراغ موشی جای آن را گرفت پس از چراغ موشی چراغ سیمی یا فانوس به بازار آمد و سپس چراغ گرد سوز نفتی که دارای شیشه های طولانی عمودی بود و سپس چراغ توری نفتی که هنوز هم چراغ توری در بعضی مکان‌ها بکار می‌رود.
در اواخر قرن ۱۸ میلادی چراغ روغنی که با سوزاندن نوعی روغن نباتی کار می‌کردند و شمع از بهترین منابع نور به حساب می‌آمدند. این منابع ضعیف بودند ولی نیازی هم به استفاده از نور مصنوعی به منظور طولانی‌تر کردن روز کاری حس نمی‌شد. با آغاز دوران انقلاب صنعتی در پایان قرن هجدهم، استفاده از روشنایی در شب برای ادامهٔ کار کارخانه‌ها رفته‌رفته جای خود را باز کرد. در سال ۱۸۲۰ میلادی چراغ گازی ساخته شد که با گاز زغال کار می‌کرد. در میانهٔ قرن ۱۹ میلادی روغن نباتی در چراغ‌های روغنی جای خود را به پارافین داد. در سال ۱۸۵۸ با کشف نفت و فراهم‌شدن امکان استفاده از منابع نفتی در آمریکا، زمینهٔ استفاده گسترده از منابع نوری نفتی در ابتدای قرن ۲۰ میلادی در اروپا پدید آمد. با این وجود استفاده از نفت از قرن‌ها پیش نزد ایرانیان، چینی‌ها و هندی‌ها با استفاده از نفت استخراج‌شده در باکو برای این کار رایج بود.
چراغ‌های الکتریکی اولیه با جریان دائم کار می‌کردند. اولین منبع جریان دائم پیل ولتا بود که در سال ۱۸۰۰ میلادی کشف شد. در سال ۱۸۰۲ اثر جریان در ایجاد نور شناخته شد ولی استفاده از جریان الکتریکی در ایجاد نور ده‌ها سال پس از آن صورت پذیرفت. در سال ۱۸۷۹ توماس ادیسون نخستین چراغ الکتریکی را که برای تولید در کارخانه مناسب بود تکمیل کرد. لامپ ادیسون از یک رشتهٔ زغالی تشکیل می‌شد که بر اثر عبور جریان ملتهب می‌شد و نور ساطع می‌کرد. برای جلوگیری از سوختن زغال، آن را در یک حباب شیشه‌ای خالی از هوا قرار می‌دادند، اما به علت تبخیر شدن زغال، بالابردن درجه حرارت بیشتر از حد معینی ممکن نبود. با گذشت زمان رشته‌های زغالی جای خود را به رشته‌هایی از جنس دیگر مانند اوسیوم با نقطهٔ ذوب ۲۵۰۰ درجه سانتیگراد (۱۹۰۵ میلادی) و تانگستن با نقطهٔ ذوب ۳۴۰۰ درجه سانتی‌گراد (۱۹۰۶ میلادی) داد و تولید نور بیشتر با استفاده از همان توان الکتریکی ممکن گردید. لامپ‌های التهابی امروزی از تانگستن استفاده می‌کنند. در سال ۱۹۱۳ میلادی لانگمیر به جای خالی‌کردن حباب لامپ از هوا، آن را با گاز خنثی پر کرد تا از تبخیر رشتهٔ لامپ جلوگیری کند، اما به علت بالا رفتن تلفات حرارتی (بر اثر هدایت گرما توسط گاز خنثی) درجهٔ حرارت رشته افت می‌کرد. برای رفع این مشکلات لانگمیر رشته را به صورت سیم‌پیچ درآورد تا سطح جانبی آن را بکاهد و در نتیجه اتلاف حرارت کاهش یابد. این نوع لامپ‌ها در ۱۹۳۴ میلادی وارد بازار شدند. برای جلوگیری از تبخیر تانگستن که موجب سیاه‌شدن سطح داخلی حباب می‌شد و طول عمر لامپ را کاهش می‌داد، کمی ید به گاز داخل حباب افزوده شد. این کار باعث می‌شود که در نقاط دور از رشتهٔ تانگستنی (دمای ۸۰۰ درجه سانتی‌گراد) بخار تانگستن با ید ترکیب شود و یدور تانگستن تولید کند. یدور تانگستن در دمایی نزدیک به ۲۰۰۰ درجه سانتی‌گراد (اطراف رشته تانگستنی) دوباره تجزیه شده و تانگستن روی رشته می‌نشیند. علاوه بر ید از گازهای دیگری از خانوادهٔ هالوژنها هم استفاده می‌شود که به همین خاطر به این لامپ‌ها لامپ‌های هالوژنی می‌گویند.
لامپ‌های تخلیه در گاز در سال ۱۹۵۰ معرفی شدند که در آن‌ها از بخار جیوه یا بخار سدیم استفاده می‌شد. با عبور جریان از گاز یونیزه، الکترونها با اتمهای گاز برخورد می‌کنند که موجب تولید تشعشع الکترومغناطیسی می‌شود. رنگ نور حاصل از این تشعشع به نوع گاز و فشار آن بستگی دارد. در این لامپ‌ها بر خلاف لامپ‌های رشته‌ای نور از راه درجه‌حرارت بالا و التهاب بدست نمی‌آید و نور تولیدی آن‌ها تنها دارای فرکانس‌های معینی است که بستگی به نوع گاز دارد (در لامپ‌های التهابی طیف نور پیوسته‌است).
نسل بعدی لامپ‌های گازی لامپ‌های فلورسنت هستند که در آن‌ها سطح داخلی لامپ از پودری که می‌تواند تشعشع گاز را گرفته و نور با طول موج بالاتر تولید کند پوشیده می‌شود. با ترکیب پودرهای فلورسنت مختلف می‌توان نوری با طیف‌های تقریباً پیوسته تولید کرد که همانند نور حاصل از لامپ‌های التهابی مناسب است. این لامپ‌ها بازدهی و بهرهٔ نوری بالایی دارند.
روش تازه‌تری از تولید نور به نام الکترولومینانس هم وجود دارد که در آن با عبور دادن جریان متناوب از اجسام به‌خصوص می‌توان نور تولید کرد.
به شیشه‌ای بلوری به شکل خمره سر و ته باز که برای جلوگیری از باد و خاموش شدن چراغ، بر روی چراغ‌ها می‌گذارند مَردَنگی گفته می‌شود.

## انواع
- چراغ موشی
- چراغ گردسوز
- چراغ برق
- چراغ راهنما
- چراغ قوه
- چراغ‌های پروژکتوری
- چراغ‌های فلورسنت
- چراغ‌های خیابانی
- چراغ‌های صنعتی و کارگاهی
- چراغ‌های روشنایی کم مصرف
- چراغ‌های دکوراتیو
- چراغ‌های دیواری
- چراغ‌های حیاطی و پارکی
- چراغ‌های زیر کابینتی
- چراغ‌های خطی و لاینر
- چراغ‌های استخری
- چراغ‌های روشنایی آبنما
- چراغ‌های مگنتی
- چراغ‌های پارکتی
- چراغ‌های ریلی
- چراغ‌های دفنی
- چراغ‌های اضطراری
- چراغ‌های کنار پله
- چراغ‌های رشد گیاه
- چراغ‌های ضد انفجار و ضد رطوبت
- چراغ‌های رگال
- چراغ‌های بالا آینه
- چراغ‌های تونلی
- چراغ‌های مطالعه
- چراغ‌های رومیزی و آباژور
- چراغ‌های وال واشر